# Tripo Buća
Tripo Buća (Tripho, Triphon de Bucha, Buchia, Bucchia) (Kotor, ? — ?, vjerojatno između 27. siječnja 1350. i 21. ožujka 1351.), diplomat, trgovac, član kotorske plemićke obitelji Buća.
Prvi član ove obitelji Hrvata zabilježen s obiteljskim imenom Buća. Nije moguće sasvim sigurno ustvrditi neposredne pretke. Vjerojatno je sin Petra i brat braće Nikole i Miha, osnivača triju obiteljskih ogranaka Buća, koji su više stoljeća bili jezgra kotorskog javnog i kulturnog života. Prema većini povjesničara, on je "Triphon Michaelis de Catharo".  
Isprepleću mu se gospodarske djelatnosti, često u svezi s Dubrovnikom te diplomatske misije. Istakao se u diplomaciji. Bio jedan od izaslanika srpskog kralja Stevana Uroša II. Milutina 1308. papi Klementu V. i pretendentu na prijestolje Latinskoga Carstva Charlesu de Valoisu. Uskoro u Dubrovniku zastupao interese srpskog kralja Stevana Uroša II. Milutina. Desetak je godina izbivao sa srpskog dvora, a od 1323. zastupao interese srpskoga kralja Stevana Dečanskog. Djelovanje na srpskom dvoru Dubrovčanima je pomoglo 1326. skršiti gospodare Stona braću Branivojeviće s kojima su bili u sukobu. Još je iste godine zastupao Stevana Dečanskog u pregovorima o ustupanju Stonskog rata i Stona Dubrovniku. Pregovori tada nisu uspjeli.
Od tada arhivi ga spominju u gospodarstvu i javnom životu Kotora. U Kotoru obnaša visoke dužnosti: sudac i auditor. U gospodarstvo je njegovao žive trgovačke veze s tržištima ruda u Srbiji. Njegov interesni sektor bila je trgovina kovinama: srebrom, zlatom, olovom, bakrom, zatim voskom i dr. Trgovao sa Zadrom, utemeljio trgovačka društva s Kotoranima, Dubrovčanima, Baranima i Talijanima. U Kotoru je dao podignuti crkvu Sv. Nikole "de hortis" u Kotoru, koja je srušena u novijem dobu.